# Acrulogonia resima
Acrulogonia resima är en insektsart som beskrevs av Young 1977. Acrulogonia resima ingår i släktet Acrulogonia och familjen dvärgstritar. Inga underarter finns listade i Catalogue of Life.